# Jakub Dłoniak
Jakub Dłoniak (Gorzów Wielkopolski, 29 ottobre 1983) è un cestista polacco.